# Futbol'nyj Klub Kryl'ja Sovetov Moskva
Il Futbol'nyj Klub Kryl'ja Sovetov Moskva (in lingua russa футбольный клуб Крылья Советов Москва, cioè "Società calcistica Ali del Soviet di Mosca"), o semplicemente Kryl'ja Sovetov Mosca è una società calcistica russa con sede a Mosca.

## Storia
Fondato nel 1934, prese parte al primo Campionato sovietico di calcio nel 1936, partecipando al solo torneo primaverile della Gruppa G, la quarta serie. Ritornato a partecipare alla Gruppa G nel 1937, approfittò della riforma del campionato del 1938 (che prevedeva un'unica grande divisione) per prendere parte alla Gruppa A (massima serie): finì, però, venticinquesimo, retrocedendo immediatamente.
Nel 1939, però, vinse immediatamente la Gruppa A, tornando in massima serie; ottenuta la salvezza nel 1940, nella stagione 1941 la squadra fu accorpata alle moscovite Lokomotiv, Metallurg e Torpedo per dar vita a due squadre: la ProfSojuzy-1 e la ProfSojuzy-2: per altro il campionato non fu concluso e dopo la fine della seconda guerra mondiale l'unione fu sciolta e alla ripresa del campionato ottenne come miglior risultato il settimo posto nel 1946. Nel 1948, invece, terminò ultimo retrocedendo. In coppa ebbe come miglior risultato il raggiungimento dei quarti di finale, ottenuti sia nel 1944 che nel 1946. Negli anni seguenti non prese più parte al campionato, fino al 1967, quando si iscrisse alla Klass B, la terza serie: il 1969 fu l'ultima stagione in cui partecipò al campionato nazionale.
In seguito non riuscì più ad esprimersi ai massimi livelli e anche nel periodo russo ha sempre partecipato ai campionati dilettanti.

## Statistiche e record

### Partecipazione ai campionati

#### Unione Sovietica
| Livello | Categoria      | Partecipazioni | Debutto        | Ultima stagione | Totale |
| ------- | -------------- | -------------- | -------------- | --------------- | ------ |
| 1º      | Gruppa A       | 2              | 1938           | 1940            | 6      |
| 1º      | Pervaja Gruppa | 4              | 1945           | 1948            | 6      |
| 2º      | Gruppa B       | 1              | 1939           | 1939            | 1      |
| 3º      | Klass B        | 3              | 1967           | 1969            | 3      |
| 4º      | Gruppa B       | 2              | 1936 primavera | 1937            | 2      |

## Palmarès

### Competizioni nazionali
- Pervaja Liga sovietica: 1

1939